# Choerophryne rostellifer
Choerophryne rostellifer es una especie  de anfibios de la familia Microhylidae.

## Distribución geográfica
Es endémica del centro y norte de Nueva Guinea.